# Furacão David
Furacão David foi um furacão extremamente mortal que causou enorme devastação e perda de vidas na República Dominicana em agosto de 1979. Um furacão do tipo Cabo Verde que atingiu o status de furacão de Categoria 5 na Escala de furacões de Saffir-Simpson, o Furacão David foi o quarto ciclone tropical nomeado, segundo furacão e o primeiro grande furacão da Temporada de furacões no oceano Atlântico de 1979, atravessando as Ilhas de Sotavento, as Grandes Antilhas e a Costa Leste dos Estados Unidos durante o final de agosto e início de setembro. O Furacão David foi o primeiro furacão a afetar as Pequenas Antilhas desde o Furacão Inez em 1966. Com ventos de 175 mph (280 km/h), o Furacão David foi a única tempestade de intensidade de Categoria 5 a atingir o solo na República Dominicana no século XX e a mais violenta desde o Furacão da República Dominicana de 1930, San Zenon, matando mais de 2.000 pessoas em seu caminho. Além disso, até o Furacão Maria em 2017, o Furacão David foi o ciclone tropical Dominicano mais mortífero desde o Furacão Padre Ruíz de 1834, que matou mais de 200 pessoas.